# Thevet-Saint-Julien
Thevet-Saint-Julien è un comune francese di 476 abitanti situato nel dipartimento dell'Indre nella regione del Centro-Valle della Loira.

## Società

### Evoluzione demografica
Abitanti censiti